# Хохлатый мангабей
Хохлатый мангабей, или танский мангабей, или речной мангабей, или чубастый мангабей, или чубастый мангобей, или быстрый мангабей, или быстрый мангобей (лат. Cercocebus galeritus) — млекопитающее из рода мангабеев (Cercocebus) семейства мартышковых (Cercopithecidae). Некоторые авторы включают в состав этого вида также Cercocebus agilis и Cercocebus sanjei в качестве подвидов, тогда как другие рассматривают их в качестве отдельных видов. Населяют лесные массивы по берегам рек в бассейне реки Тана в юго-восточной Кении. Вид уязвим для разрушения среды обитания, которое усилилось в последнее время[какое?].

## Описание
Средних размеров приматы. Шерсть жёлто-коричневая, макушка чёрная. Как и у других мангабеев, у этих обезьян белые веки и чёрная кожа на лице. Длина тела самцов от 49 до 63 см, самок от 44 до 53 см. Длина хвоста от 40 до 76 см. Вес самцов от 9,6 до 10,2 кг, вес самок от 5,3 до 5,5 кг. Челюстной аппарат приспособлен для разгрызания твёрдых орехов, семян и фруктов.

## Распространение
Встречаются в Африке на юго-востоке Кении в бассейне реки Тана в 27 фрагментах вдоль 60-километровой полосы пойменных лесов. Галерейные леса в бассейне реки Тана служат домом для нескольких видов приматов: танского мангабея, верветки, коронованной мартышки, Piliocolobus rufomitratus, бабуина и двух видов галаго. Этот вид предпочитает леса по берегам рек. Ареал фрагментирован поскольку река Тана весьма извилистая, уровень воды в ней постоянно меняется. Также фрагментации способствует человеческая деятельность.

## Поведение
Дневные животные. Большую часть времени проводят на земле, спят обычно на деревьях. Образуют группы от 13 до 36 животных, иногда сбиваются в стада до 60 особей. В каждой группе несколько взрослых самцов и самок. В поисках пищи преодолевают расстояние в 1,25 км в день. В течение сухого сезона, когда доступной пищи немного, каждая группа охраняет свою территорию. Во время влажного сезона, когда еды вдоволь, территории соседних групп пересекаются и животные не проявляют агрессии к соседним группам. На чубастых мангабеев охотятся Python sebae, венценосный орёл, боевой орёл и нильский крокодил.
Всеядны. В рационе листья, семена, орехи, фрукты, насекомые, птичьи яйца, небольшие пресмыкающиеся. Пищу добывают под пологом леса либо на нижних ветвях деревьев. Проводит в поисках пищи 48 % времени, на сон тратит 15 %, на отдых 14 %. Рацион на 46,5 % состоит из семян и орехов и на 25,6 % из фруктов. Челюстной аппарат приспособлен к потреблению твёрдой пищи. Резцы большие, малые коренные зубы также увеличены, что помогает им разгрызать скорлупу орехов и кожуру твёрдых фруктов. Морда укорочена, что увеличивает силу укуса.
В группах чубастых мангабеев распространена полигиния, в каждой группе один или два взрослых самца. Если группа теряет самца, она может принять в свой состав самца со стороны. Беременность длится от 170 до 180 дней, в помёте обычно один детёныш. В течение первых двух месяцев жизни о детёныше заботится мать, на третьем месяце детёныши начинают контактировать со сверстниками и взрослыми членами группы, однако остаются сильно привязанными к матери.

## Статус популяции
Международный союз охраны природы присвоил этому виду охранный статус «Вымирающий». Основная угроза популяции — разрушении среды обитания. По состоянию на 2008 год среда обитания была разрушена на 50 % за 20 лет. Кроме того, чубастые мангабеи являются объектом охоты. Эти животные входят в список «25 самых угрожаемых приматов». По оценкам 1994 года в природе осталось от 1000 до 1200 этих чубастых мангабеев.